# Evangelische Kirche (Königshagen)

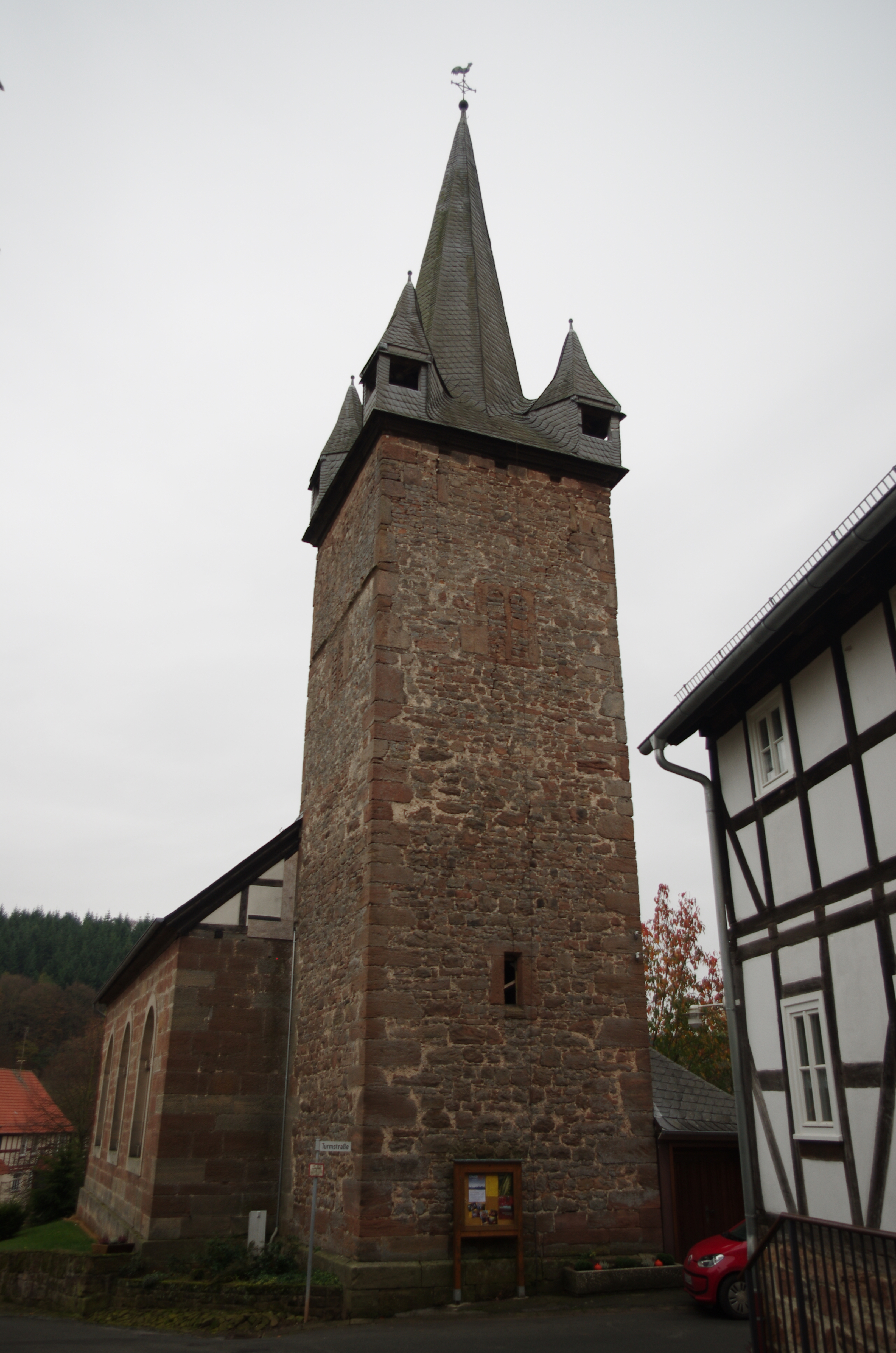
Evangelische Kirche in Königshagen

Die evangelische Kirche Königshagen ist ein denkmalgeschütztes Kirchengebäude in Königshagen, einem Ortsteil der Gemeinde Edertal im Landkreis Waldeck-Frankenberg in Hessen. Die Kirchengemeinde gehört zum Kirchenkreis Eder im Sprengel Marburg der Evangelischen Kirche von Kurhessen-Waldeck.

## Beschreibung
Der aus Bruchsteinen errichtete Kirchturm, der nur vom Inneren des Kirchenschiffs zugänglich ist, gehörte ursprünglich zu einer Wehrkirche, die im 13. oder 14. Jahrhundert gebaut worden war. Das alte Kirchenschiff wurde wegen Baufälligkeit abgerissen und durch einen klassizistischen Neubau aus Quadermauerwerk 1846/47 ersetzt. Der Kirchturm erhielt einen schiefergedeckten, achtseitigen, spitzen Helm, der von vier Wichhäuschen flankiert wird. Die ursprünglich angebaute Sakristei ist bei einer Renovierung der Kirche entfernt worden. 
Zur Kirchenausstattung gehören ein einfacher Altar und die erhöht hinter ihm stehende Kanzel. Die Orgel mit acht Registern, einem Manual und einem Pedal auf der Empore gegenüber dem Altar stammt vom Orgelbauer Jacob Vogt.